# アーミン・ウッドハウス (第5代準男爵)

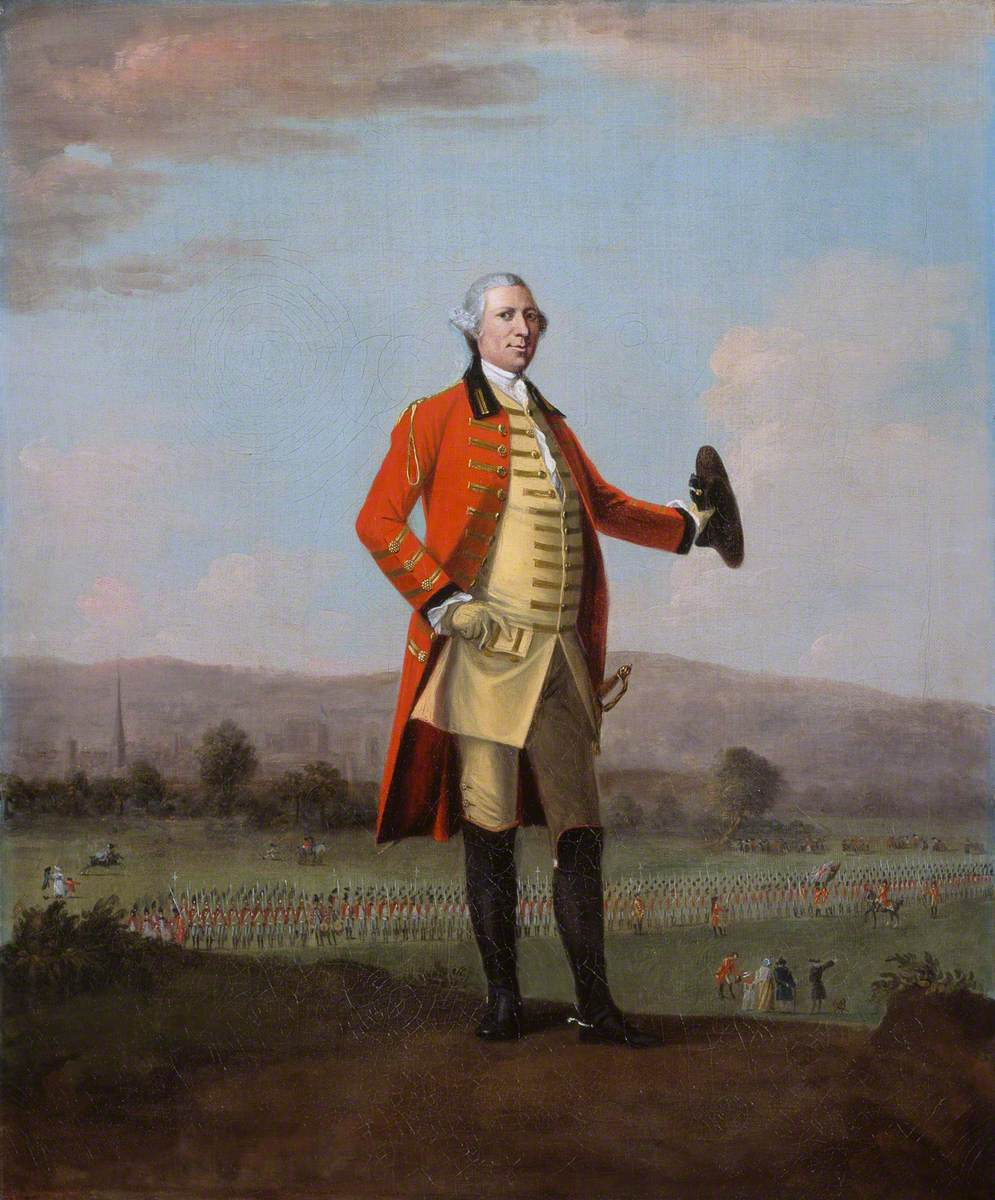
デイヴィッド・モーリアーによる肖像画、1759年ごろ。

第5代準男爵サー・アーミン・ウッドハウス（英語: Sir Armine Wodehouse, 5th Baronet、1714年ごろ – 1777年5月21日）は、グレートブリテン王国の政治家。1737年から1768年まで庶民院議員を務めた。

## 生涯
第4代準男爵サー・ジョン・ウッドハウスと2人目の妻メアリー（Mary、旧姓ファーマー（Fermor）、1729年10月24日没、初代レンスター男爵ウィリアム・ファーマーの娘）の次男（長男ウィリアムは1737年に死去）として、1714年ごろに生まれた。1730年10月14日にケンブリッジ大学トリニティ・ホールに入学した。
ノーフォーク選挙区選出の庶民院議員だった兄ウィリアムが1737年に死去すると、トーリー党候補として補欠選挙に出馬、当選を果たした。ウォルポール内閣期（1730年 – 1742年）では1741年2月の首相ロバート・ウォルポール罷免動議の採決で議場から退出したが、それ以外では常に野党の一員として投票、ブロード・ボトム内閣期（1744年 – 1754年）にも同様に野党の一員として投票した。ただし、選挙区ではトーリー党とホイッグ党の妥協が成立していたため、1741年、1747年、1754年と再選を重ね、1757年に大ピット派に転じた後も1761年イギリス総選挙で再選した。1754年8月9日に父が死去すると、準男爵位を継承した。
ビュート伯爵内閣期（1762年 – 1763年）では首相ビュート伯爵を支持して、七年戦争の予備講和条約に賛成を投じ、グレンヴィル内閣期（1763年 – 1765年）ではジョン・ウィルクスへの一般逮捕状（general warrant）をめぐり内閣を支持した。第1次ロッキンガム侯爵内閣期（1765年 – 1766年）では野党の一員として印紙法廃止に反対、チャタム伯爵内閣期（1766年 – 1768年）では地方のジェントルマンとして1767年2月に土地税法案への反対票を投じた。
1768年イギリス総選挙ではノーフォーク選挙区でトーリー党員2人とホイッグ党員2人が出馬した。この時期にはトーリー党もホイッグ党も党派色が薄れつつあり、カンバーランド選挙区などロッキンガム侯爵派（ホイッグ党）とグレンヴィル派（トーリー党）が協力した選挙区もあった。ノーフォーク選挙区ではトーリー党候補2人とホイッグ党候補2人がそれぞれ選挙協力を合意するなど依然として党派別に分かれたが、対米州植民地政策など党派色の強く出る議題がノーフォークではさほど問題にならず、ウッドハウスが選挙活動中に一般逮捕状への賛成を批判されたものの、これも決定的ではなかった。最終的には第4代準男爵サー・エドワード・アストリー（ホイッグ党）とトマス・ド・グレイ（トーリー党）が当選、ウッドハウスは得票数3位（2,680票）で落選したが、『英国議会史』によれば、決め手になったのは国政問題よりも閨閥だったという。
落選の後、ホイッグ党所属ながら1747年から1768年まで同じくノーフォーク選挙区から選出されていた第4代タウンゼンド子爵ジョージ・タウンゼンドはウッドハウスに議席を与えるよう打診したが、ウッドハウスは辞退して田舎に引退した。31年にわたる議員生涯だったが、演説の記録はなかった。
1777年5月21日に死去、息子ジョンが準男爵位を継承した。

## 家族・私生活
1738年10月3日、レティシア・ベーコン（Laetitia Bacon、1758年4月7日埋葬、第6代準男爵サー・エドマンド・ベーコンの長女）と結婚、4男をもうけた。
- エドマンド（1755年没[8]）
- ジョン（1741年4月4日 – 1834年5月29日） - 第6代準男爵、初代ウッドハウス男爵[7]
- フィリップ（1745年5月1日 – 1811年2月14日） - 聖職者[9]。1775年7月29日、アポロニア・ノース（Apollonia Nourse、1817年3月21日没、ジョン・ノースの娘）と結婚、子供あり[7]
- トマス（1747年2月1日 – ?） - 法廷弁護士。1782年9月12日、サラ・キャンベル（Sarah Campbell、プリース・キャンベル（英語版）の娘）と結婚、子供あり[7]

1762年にランスロット・ブラウンを招聘して、邸宅キンバリー・ホール（Kimberley Hall）を改築した。